# ダンプリン
『ダンプリン』（原題:Dumplin’）は2018年に配信されたアメリカ合衆国の青春映画である。監督はアン・フレッチャー、主演はダニエル・マクドナルドが務めた。本作はジュリー・マーフィーが2015年に発表した小説『恋するぷにちゃん』を原作としている。

## ストーリー
舞台はテキサスの小さな町。ウィローディーン・ディクソンは友人たちからはウィルというニックネームで呼ばれていたが、母親のロージーからは「ぷにちゃん」と呼ばれていた。ロージーは多忙な生活を送っていたため、ウィルの世話を叔母（ルーシー）に任せきりにしていた。ルーシーはウィルをエレン・ドライヴァーに引き合わせ、意気投合した2人は親友となった。ルーシーはウィルにドリー・パートンの魅力を語ると共に、外見でいじられがちなウィルを励ましてくれた。ルーシーはウィルの心の拠り所だったが、1年ほど前に亡くなってしまった。
ロージーはミスコンで優勝したほどの美貌の持ち主であり、地元のちょっとしたセレブリティであった。ふくよかな体型のウィルはロージーと比較されることを気にしていた。それもあって、ウィルとロージーの関係は疎遠になっていた。2人の関係を取り持っていたルーシーが亡くなってからというもの、溝はますます深くなっていた。容姿にコンプレックスを持つウィルにとって、町で開催されるお祭りは単なるバカ騒ぎでしかなかった。中でも、祭りのハイライトであるミスコンには嫌悪感を抱いていた。しかも、ミスコンの審査員にはロージーも名前を連ねていたのである。その一方で、町の女の子たちは皆、ミスコンでの優勝を目指して日々研鑽に励んでいた。
ある日、ウィルは同級生のミリー・マイケルチャックが「デブ」と罵倒されているのを目撃し、直ちに止めに入った。それが原因で一悶着発生したため、ウィルは居残りさせられることになった。帰宅後、ウィルは「叔母さんが自分の健康を第一に考えていたなら、もっと長生きできたでしょうに」というロージーの言葉を聞いて憤慨した。「叔母が死んだのはウィルに掛かりきりになっていたからだ」と言われたように感じたのである。ほどなくして、ウィルはルーシーも町のミスコンに出場していたことを知った。「このまま容姿を馬鹿にされ続けてなるものか」と憤慨したウィルは、あれだけ嫌っていたミスコンに敢て出場することにした。そんなウィルの姿を見て、ミリーもミスコンに出場する決断を下した。その一方で、ロージーはウィルの出場を自分への当てつけだと思い込み、素っ気ない態度をとってしまった。
当初、ウィルは「ミスコンで抗議の意志を表明できればそれで良い」と考えており、ミスコンに向けて歌やプレゼンの練習をしようとしなかった。ところが、様々な人々との出会いを通して、ウィルはミスコン優勝に向けて本気で努力するようになった。

## キャスト
※括弧内は吹き替え声優
- ダニエル・マクドナルド - ウィローディーン・ディクソン（ダンプリン）（村中知）
- ジェニファー・アニストン - ロジー・ディクソン（深見梨加）
- オデイア・ラッシュ - エレン・ドライヴァー（エル）（壹岐紹未）
- マディ・ベイリオ - ミリー・マイケルチャック（下山田綾華）
- ベックス・テイラー＝クラウス - ハンナ・ペレス（武田華）
- ルーク・ベンワード - ボー・ラーソン（野島健児）
- ジョージー・フローレス - キャリー・レイエス
- ダヴ・キャメロン - ベカー・コッター
- ハロルド・ペリノー・ジュニア - リー・ウェイン/レア・レインジド（竹田雅則）
- キャシー・ナジミー - ミセス・マイケルチャック
- ジンジャー・ミンジ - キャンディー・ディッシュ
- ヒラリー・ベグリー - ルーシー・ディクソン
- サム・パンケーキ - デイル
- ダン・フィナーティ - ユージーン・リード（内田直哉）
- モリー・マクニアニー - デリア・シェパード
- ティエン・リチャーズ - マーカス
- ライアン・ダイニング - パトリック
- ジュリー・マーフィー - ドラァグ・バーの上客

## 製作
2017年3月15日、ジェニファー・アニストンが本作に出演することになったと報じられた。6月13日、ダニエル・マクドナルドが起用されたとの報道があった。8月15日、オデイア・ラッシュの出演が決まったと報じられた。21日、ダヴ・キャメロン、ルーク・ベンワード、ジョージー・フローレス、ベックス・テイラー＝クラウス、マディ・ベイリオ、ジンジャー・ミンジがキャスト入りした。
2018年9月12日、Netflixが本作の配信権を獲得したと報じられた。14日、本作のサウンドトラックから、ドリー・パートンとシーアが歌う『Here I Am』がシングルカットされた。11月14日、本作のオフィシャル・トレイラーが公開された。30日、本作のサウンドトラックが発売された。

## 評価
本作は批評家から好意的に評価されている。映画批評集積サイトのRotten Tomatoesには59件のレビューがあり、批評家支持率は85%、平均点は10点満点で6.52点となっている。サイト側による批評家の見解の要約は「見事な出来栄えのサウンドトラックとキャスト陣の名演によって質が高められたお陰で、『ダンプリン』は極上のドラマを観客に見せてくれる。ストーリーは型にはまっているが、新鮮な要素を十分に盛り込んでいるので気にならない。」となっている。また、Metacriticには16件のレビューがあり、加重平均値は53/100となっている。
本作の主題歌『Girl in the Movies』は特に高く評価され、第76回ゴールデングローブ賞の主題歌賞をはじめ様々な賞にノミネートされた。